# フィドラーズ・ビド
フィドラーズ・ビド（Fiddlers˚ Bid）は、シェトランドを拠点に活動するインストゥルメンタル・バンドである。Bidは英語で「競り合い」の意味。

## 概要
名前の通り、シェトランドで現在まで演奏される唯一の伝統的な楽器フィドル（en:Shetland fiddle）の伝統的な曲を現代的なアレンジで熱く演奏することで知られている。メンバーは計7人、内訳は4人のフィドルに加えてアコースティック・ギター、エレキベース、ピアノ/クラルサッハ（en:Clàrsach、ハープの古い呼び名）。
彼らは、スミソニアン・フォークライフ・フェスティバル（en:Smithsonian Folklife Festival）、ケンブリッジ・フォーク・フェスティバル（en:Cambridge Folk Festival）、ロリアン・ケルト民族フェスティバル（en:Festival Interceltique de Lorient）、ケルティック・コネクションズ（en:Celtic Connections）といった世界最大級のフォーク・フェスティバルで公演を行い、シドニー・オペラハウスでライヴを行うなど含む世界各地をツアーしている。
メンバーの何人かはユアン・トムソン（en:Ewen Thomson）製作のフィドルを使用している。
日本には2006年および2008年の2回、来日している。

## ディスコグラフィー
- Around The World (1994年、Fiddlers’ Bid Recordings)
- Hamnataing (1998年、グリーントラックス)
- ダ・ファーダー・ベン・ダ・ウェルカマー（Da Farder Ben Da Welcomer、2001年、グリーントラックス)
- ネイキッド＆ベア（Naked and Bare、2005年、グリーントラックス)
- All Dressed in Yellow (2009年、Hairst Blinks Music)

## 受賞
- メンバーのクリス・スタウトとアンドリュー・ギフォード、シェトランドのヤング・フィドラー・オヴ・ザ・イヤー（en:Young Fiddler of the Year）での優勝。（クリスは1991年、アンドリューは1996年。）
- フランスのロリアン・ケルト民族フェスティバルにて “La Trophe La Bolee de Corrigans”受賞。 (1994年)
- スコティッシュ・フォーク・アワード（Scottish Folk Awards）にて “ベスト・ライブ・アクト” （Best Live Act）受賞。 (2003年)[4]
- オーストラリアン・エンターテインメント・インダストリー・アソシエーションズ・ヘルプマン・アワード（Australian Entertainment Industry Association's Helpmann Awards）にて “ベスト・コンテンポラリー・ミュージック・コンサート・プレゼンテーション” （Best Contemporary Music Concert Presentation）ノミネート。(2003年)
- メンバーのカトリーナ・マッカイ、スコッツ・トラッド・ミュージック・アワード（en:Scots Trad Music Awards）にて"インストゥルメンタリストオヴ・ザ・イヤー"（Instrumentalist of the Year）受賞。  (2007年)[4]
- スコッツ・トラッド・ミュージック・アワードにて "ベスト・ライブ・アクト"（Best Live Act）ノミネート。 (2005年)[5]
- スコッツ・トラッド・ミュージック・アワードでの "スコティッシュ・フォーク・バンド・オヴ・ザ・イヤー"（Scottish Folk Band of the Year）ノミネート。 (2007年)[6]
- スコッツ・トラッド・ミュージック・アワードでの "アルバム・オヴ・ザ・イヤー"（Album of the Year）受賞。(2009年、All Dressed in Yellowに対して。)